# سباق الدراجات العالمي للعراة
سباق الدراجات العالمي للعراة (بالإنجليزية: World Naked Bike Ride)‏ هي تظاهرة بدأت أول مرة سنة 2001 في مدينة أراغون الأسبانية وهي سباق للدراجات الهوائية تجمع نوادي العراة من كل دول العالم وخاصة أوروبا وأمريكا ويتم السباق في الشوارع عراة وكان أقوى سباق جلب زخما كبيرا هو سنة 2009 و2014 في العاصمة لندن  وبعدها في بروكسل عاصمة بلجيكا .

## انتقادات
انتقده رجال الدين الكاثوليك السباق ودعوا إلى إلغائه لأنه يجلب الفساد ويدمر المجتمعات.